# حصار حصن لييط
حصار حصن لييط هو إحدى حلقات الصراع الذي دار بين المرابطين وممالك الطوائف من جهة ومملكة قشتالة من جهة أخرى في الأندلس. حاصر فيه المسلمون حصن لييط سنة 481 هـ/1089 م لمدة 4 أشهر دون أن يتمكنوا من افتتاحه، ثم هدمه ألفونسو السادس ملك قشتالة بعدما أدرك صعوبة الدفاع عنه.

## خلفية

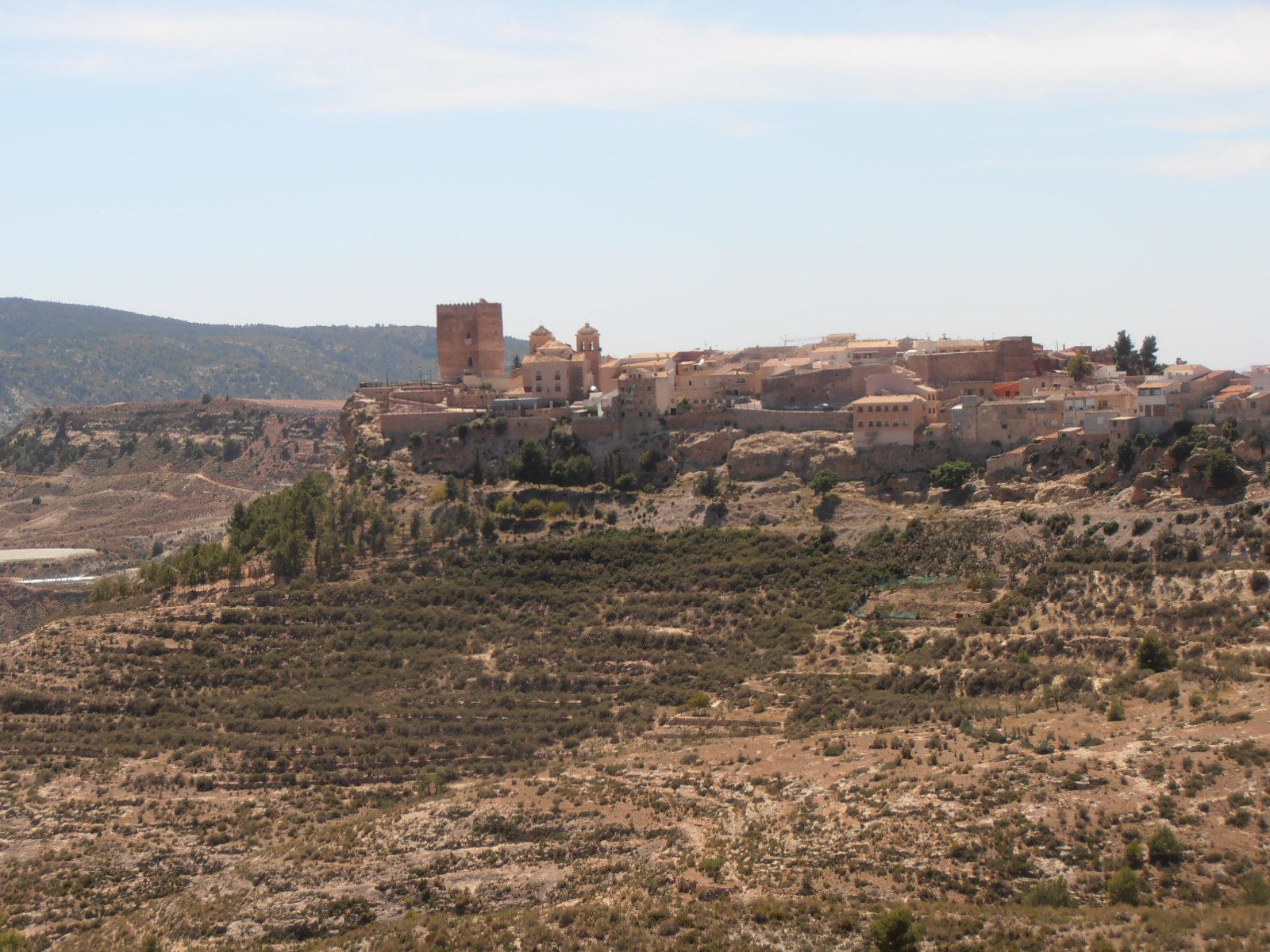
موقع حصن لييط الذي حاصره المسلمون في تلك المعركة

بعد هزيمة ألفونسو السادس ملك قشتالة أمام المسلمين في معركة الزلاقة، نظّم ملك قشتالة صفوفه، وعاودت قواته الإغارة على أراضي بلنسية ومرسية ولورقة انطلاقًا من حصن لييط الذي أنشأه ألفونسو السادس على رأس جبل بالقرب من لورقة، بعد أن استولى على طائفة طليطلة وشحنه بالقوات تحت قيادة غارسيا خمينيس، وطلب ألفونسو السادس من خمينيس تشديد الضغط على لورقة ومرسية انتقامًا من المعتمد بن عباد صاحب إشبيلية لاستدعائه المرابطين إلى الأندلس. عجزت قوات مرسية عن ردع قوات القشتاليين المُغيرة على أراضيها، وضج سكان تلك الأنحاء، فتوالت رسلهم سنة 481 هـ/1089م على يوسف بن تاشفين يطلبون منه إنجادهم، كما عبر المعتمد بنفسه البحر إلى المغرب لدعوة ابن تاشفين لنصرته.

## الحصار
استجاب يوسف بن تاشفين إلى دعوات الأندلسيين، وعبر البحر إلى الجزيرة الخضراء في ربيع الأول 481 هـ/يوليه 1088 م فوجد المعتمد قد أعدّ السلاح وآلات الحصار. بعث ابن تاشفين إلى ملوك الطوائف يستدعيهم لقتال القشتاليين، فوافوه بقواتهم، ثم سلك طريق مالقة نحو شرق الأندلس، وانضم إليه المعتمد بن عباد صاحب إشبيلية وتميم بن بلقين صاحب مالقة وعبد الله بن بلقين صاحب غرناطة والمعتصم بن صمادح صاحب ألمرية وعبد الرحمن بن رشيق المنتزع سلطان مرسية من يد ابن عباد في قواتهم. ضرب المسلمون الحصار حول الحصن، فاستماتت التي بلغت 12,000 راجل ومعهم 1,000 فارس في الدفاع عن الحصن رغم قصف المسلمون للحصن بآلات الحصار الضخمة. دام الحصار 4 أشهر عجز فيها المسلمون عن افتتاح الحصن المنيع. أثناء الحصار الطويل، شكى ابن عباد ابن رشيق ليوسف بن تاشفين، واتهمه باغتصاب مرسية منه، واتهمه بالتعاون سرًا مع ملك قشتالة، فاستفتى يوسف الفقهاء في أمر ابن رشيق، فأفتوا بإدانته، فأمر يوسف قائده سير بن أبي بكر بتوثيق ابن رشيق وتسليمه لابن عباد شريطة ألا يقتله. غضب قواد جيش ابن رشيق وقرابته، فانسحبوا من الحصار، وقطعوا مدد مرسية عن جيش المسلمين، وكانت أقرب مدن المسلمين إلى موقع الحصن، مما أخلّ بحال معسكر المسلمين. بلغ ابن تاشفين تحرك ألفونسو السادس بقواته لنجدة الحصن، فانسحب بقواته إلى موضع يقال له ترباسة يكثر فيه الماء والتمر، وانتظر جيش ألفونسو السادس، إلا أن ألفونسو اكتفى بنجدة الحصن، وإخلائه وهدمه وحرقه بعد أن وجد كثرة القتلى في صفوف المدافعين عنه حيث لم يبق منهم سوى 100 فارس و 1,000 راجل فقط، وعاد أدراجه. كما غادر يوسف بن تاشفين الأندلس عائدًا إلى المغرب، بعدما ترك جيشًا من 4,000 فارس بقيادة داود بن عائشة لحماية مرسية وبلنسية، وعاد أمراء الأندلس إلى بلدانهم.